# Tezontle

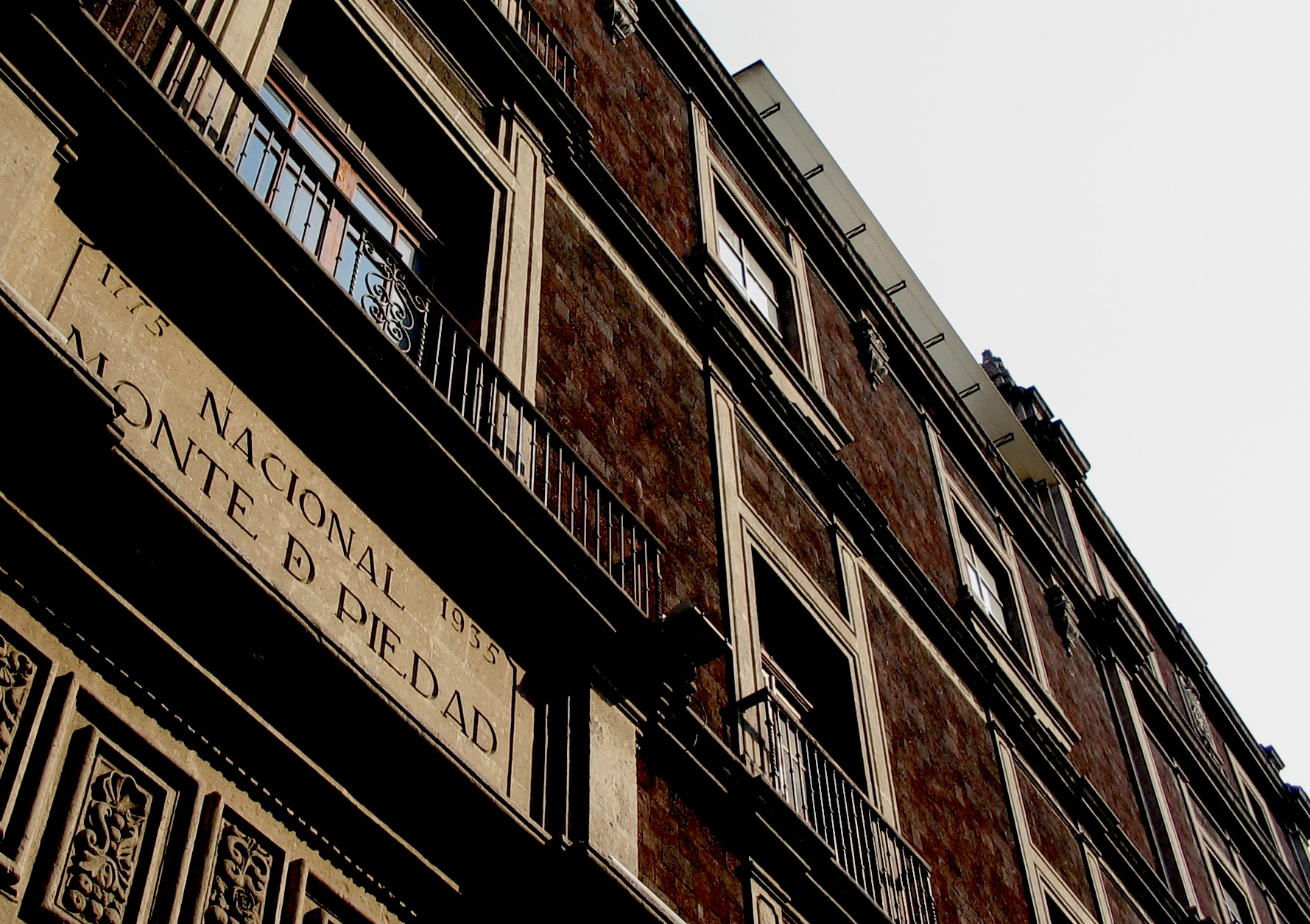
Wandflächen aus Tezontle-Gestein

Tezontle ist ein dunkelrotes Lavagestein, das vorwiegend in der Umgebung von Mexiko-Stadt vorkommt und aus welchem viele historische Bauten im Zentrum der Stadt (centro histórico) errichtet wurden.

## Material
Das vulkanische Gestein ist porös, relativ leicht und gut zu bearbeiten; die rote Farbe lässt auf große Mengen von Eisenoxid als Inhaltsstoff schließen.

## Verwendung
Bereits die Azteken verwendeten das weitgehend unbehauene Material beim Bau der Tempel und Paläste von Tenochtitlán und Texcoco; die meisten Bauten wurden jedoch anschließend mit Stuckschichten überzogen bzw. verputzt. Nach der spanischen Eroberung von Tenochtitlán unter Hernán Cortés (1519–1521) wurden die als heidnisch angesehenen Bauten abgerissen und die Steine bei den kolonialen Neubauten – vor allem im historischen Zentrum von Mexiko-Stadt – wiederverwendet und ebenfalls verputzt (z. B. Kathedrale von Mexiko-Stadt).
In späterer Zeit erkannten die Spanier den optischen Reiz der Steine, bearbeiteten sie exakt und ließen die mit ihm gestalteten Wandflächen meist unverputzt; lediglich Schaufassaden, Ecken, Gesimse sowie Fenster- und Türrahmungen wurden mit behauenem hellen Sandstein optisch abgesetzt.

## Beispiele

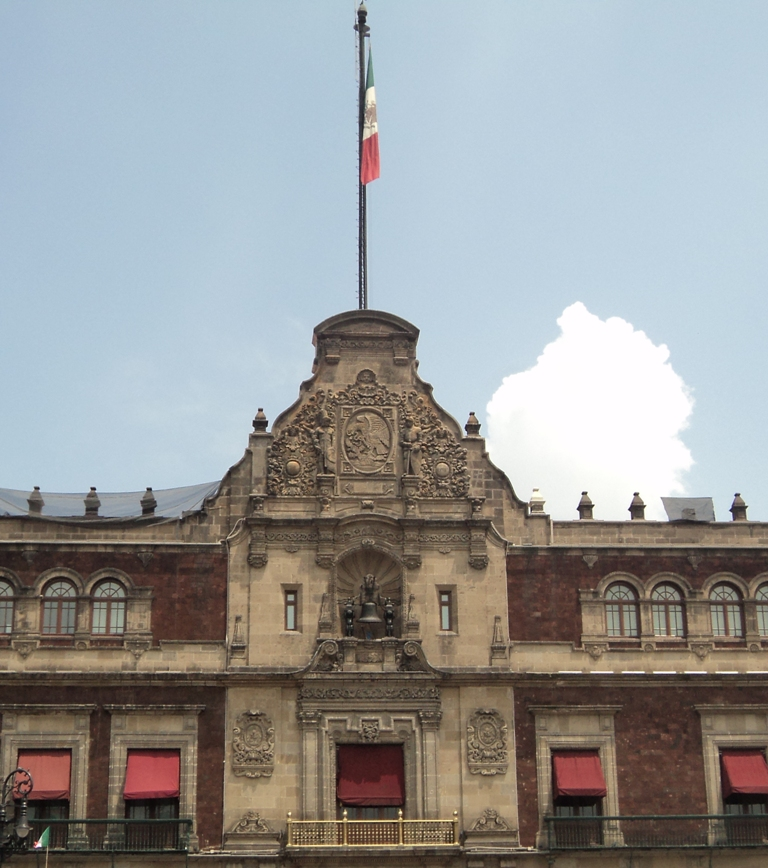
Mittelrisalit des Palacio Nacional, Mexiko-Stadt
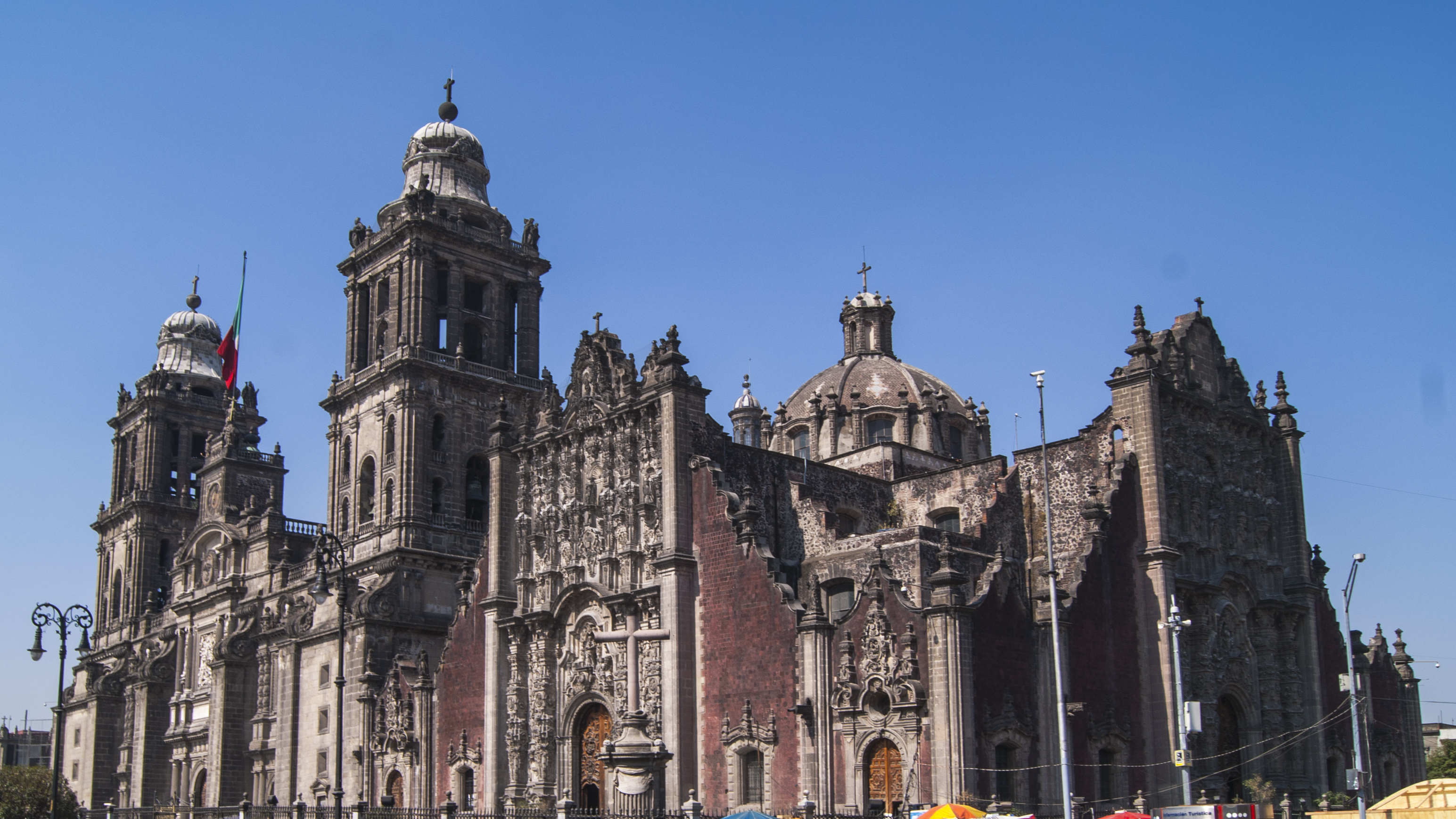
Kathedrale und Sagrario von Mexiko-Stadt
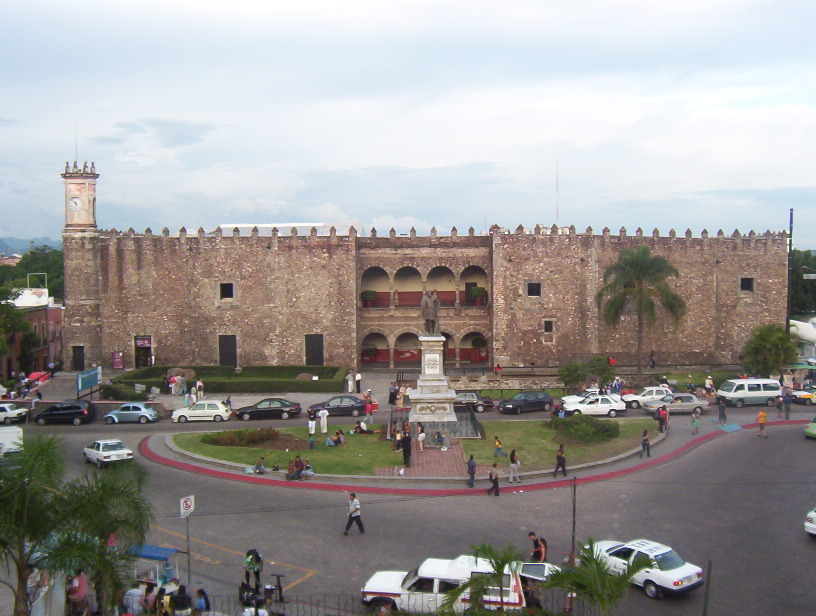
Palacio de Cortés in Cuernavaca
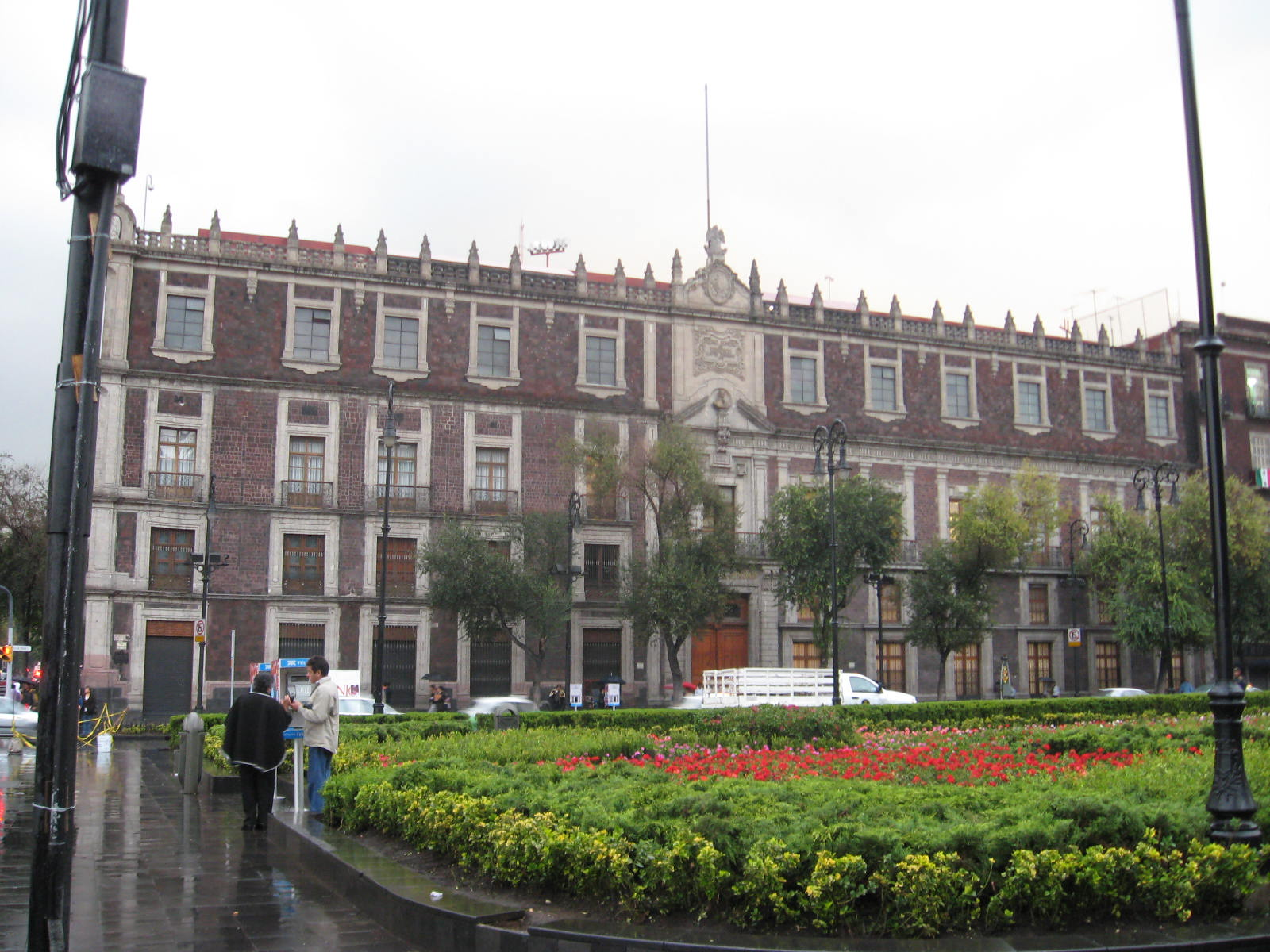
Nacional Monte de Piedad, Mexiko-Stadt
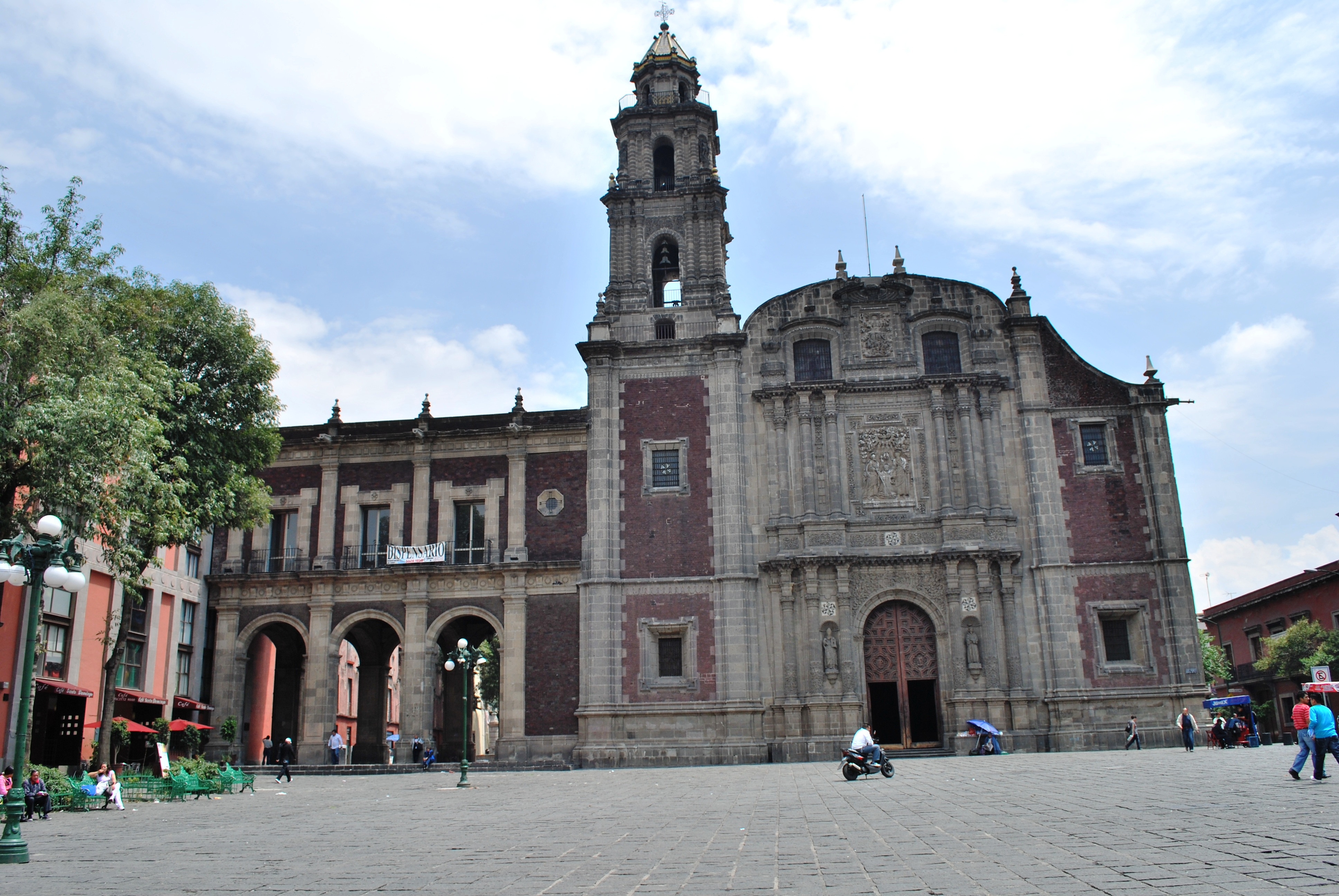
Iglesia Santo Domingo, Mexiko-Stadt
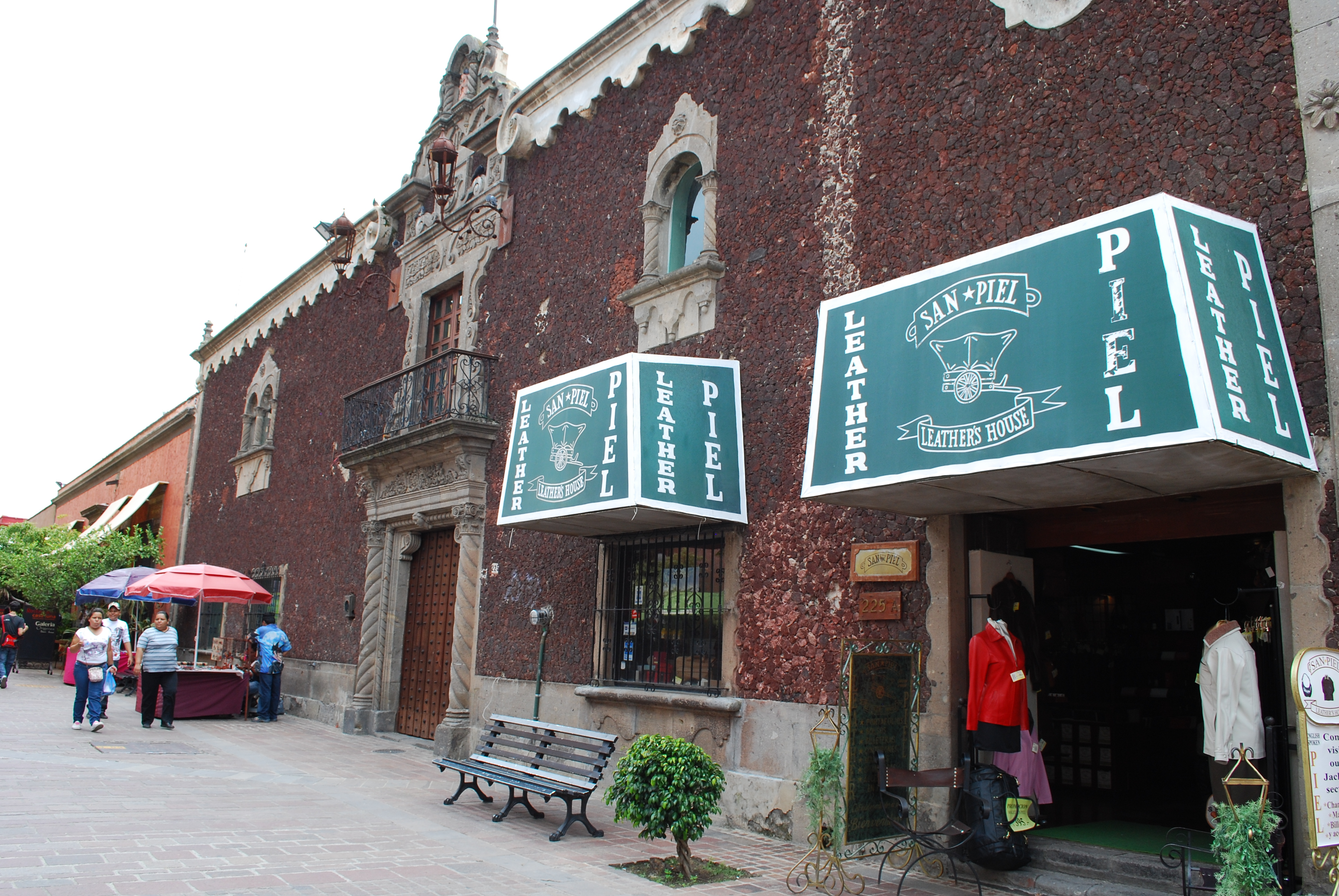
Historisierendes Bauwerk aus Tezontle-Stein in Tlaquepaque, im mexikanischen Bundesstaat Jalisco